# 러시아 극동

극동 연방관구 (붉은색)

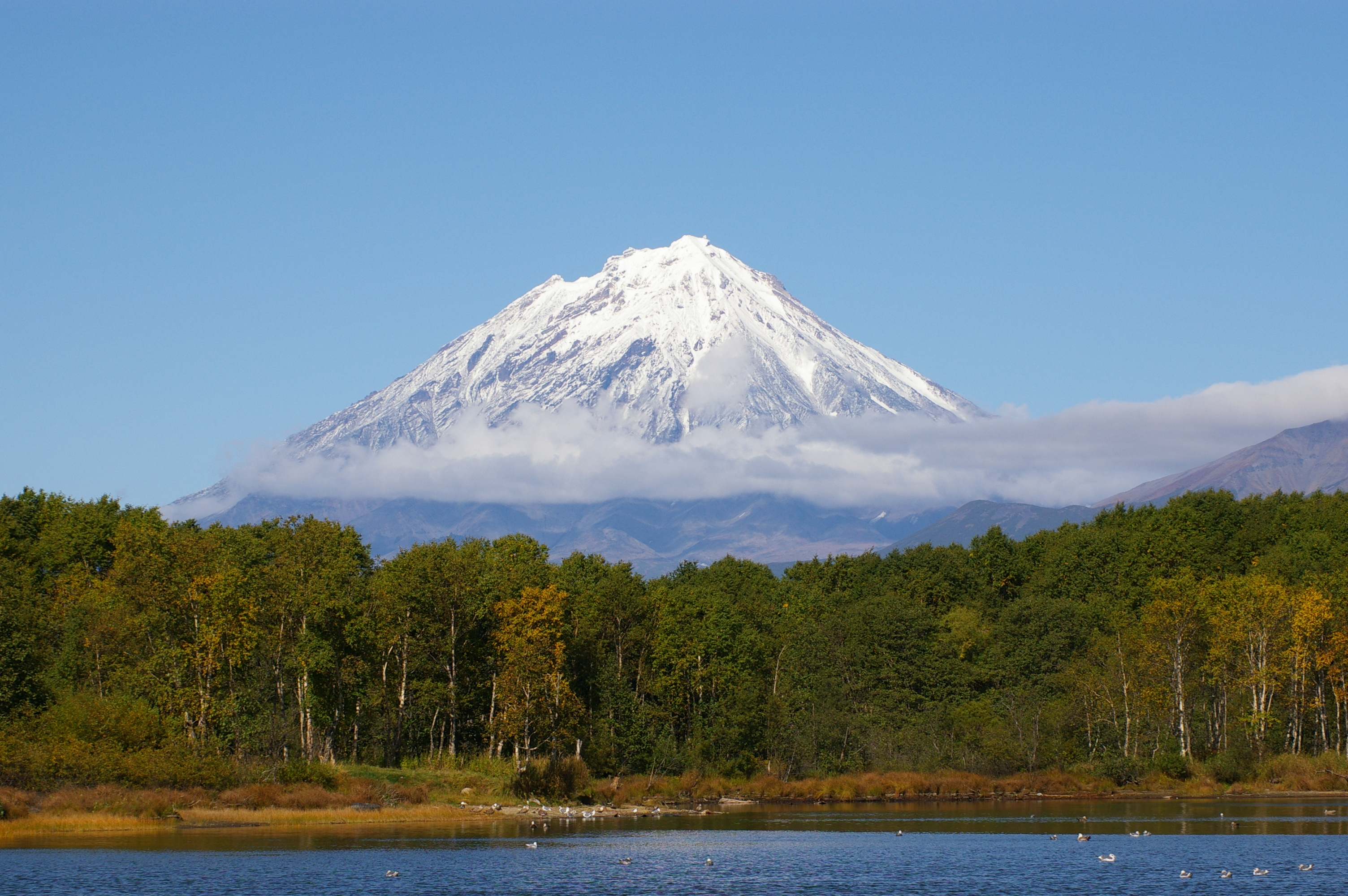
코략스카야 화산

극동(러시아어: Д́альний Вост́ок Росс́ии 달니 보스토크 로시[*], 문화어: 원동)은 러시아의 동쪽 부분에 해당되는 부분이다. 극동의 러시아 부분이다. 사하 공화국을 제외한 극동 연방관구 전역이 러시아의 극동 부분에 해당된다.
원동에는 아무르주, 축치 자치구(추콧카), 유대인 자치주, 캄차카 변경주, 하바롭스크 변경주, 마가단주, 프리모르스키 변경주, 사할린주가 있다. 원동의 주요 도시는 블라디보스토크, 하바롭스크, 니콜라옙스크나아무레,  유즈노사할린스크, 콤소몰스크나아무레이다.

## 소수 민족
원동에 거주하고 있는 소수 민족들은 오래전부터 원동에 거주하고 있던 민족들이다.
- 투르크어족: 야쿠트인
- 에스키모-알류트어족: 알류트족, 이누이트족, 시베리아유픽족
- 축치-캄차카어족: 축치인, 코랴크인, 알루토르인, 케레크인, 이텔멘족
- 퉁구스어족: 예벤키인, 예벤인, 네기달인, 나나이인, 오로치족, 울치인, 우데게이인, 오로크인
- 유카기르인, 니브히족, 아이누족

## 역사
1580년 예르마크 티모페예비치가 540명의 코사크를 이끌고 시작하였다. 이들은 배타고 시베리아의 여러 강줄기를 따라 동진하였다. 후 코사크에 의하여 이 정복이 추진되어 1619년에는 예니세이강까지, 1629년에는 레나강까지 이르고, 다시 1632년에 야쿠츠크가 세워졌다. 1637년에는 오호츠크해 해안까지 진출했다. 1640년대에는 몽골계의 부랴트인을 정복하여 바이칼 호반에도 진출했다. 1647년, 코자크인들은 오호츠크해 연안에 항구를 건설했는데, 오호츠크는 러시아인들이 세운 최초의 항구였다.1654년에는 네르친스크, 1665년에는 알바진 등이 건설되고, 아무르강 유역에 도달해서 청나라와 충돌하게 되었다.1689년, 네르친스크 조약이 체결되고 러시아 차르국은 알바진을 포함하여 아무르 일대의 영토를 모두 잃었다. 청과 러시아 차르국의 국경은 아르군강과 스타노보이산맥으로 결정되었다. 1727년에 캬흐타 조약이 체결되었다. 17세기부터 러시아인에 의한 식민 지배가 시베리아와 극동에 시작되고 있었다. 아편전쟁에서 청나라가 패배해서 1858년 스타노보이산맥과 아무르강 사이의 넓은 지역을 넘겨받았고 1860년 10월 18일에 연해주까지 넘겨 받아서 얼지 않는 항구가 생겼다.

## 같이 보기
- 극동공화국
- 외만주